# Zuid-Limburgs Federatiefeest

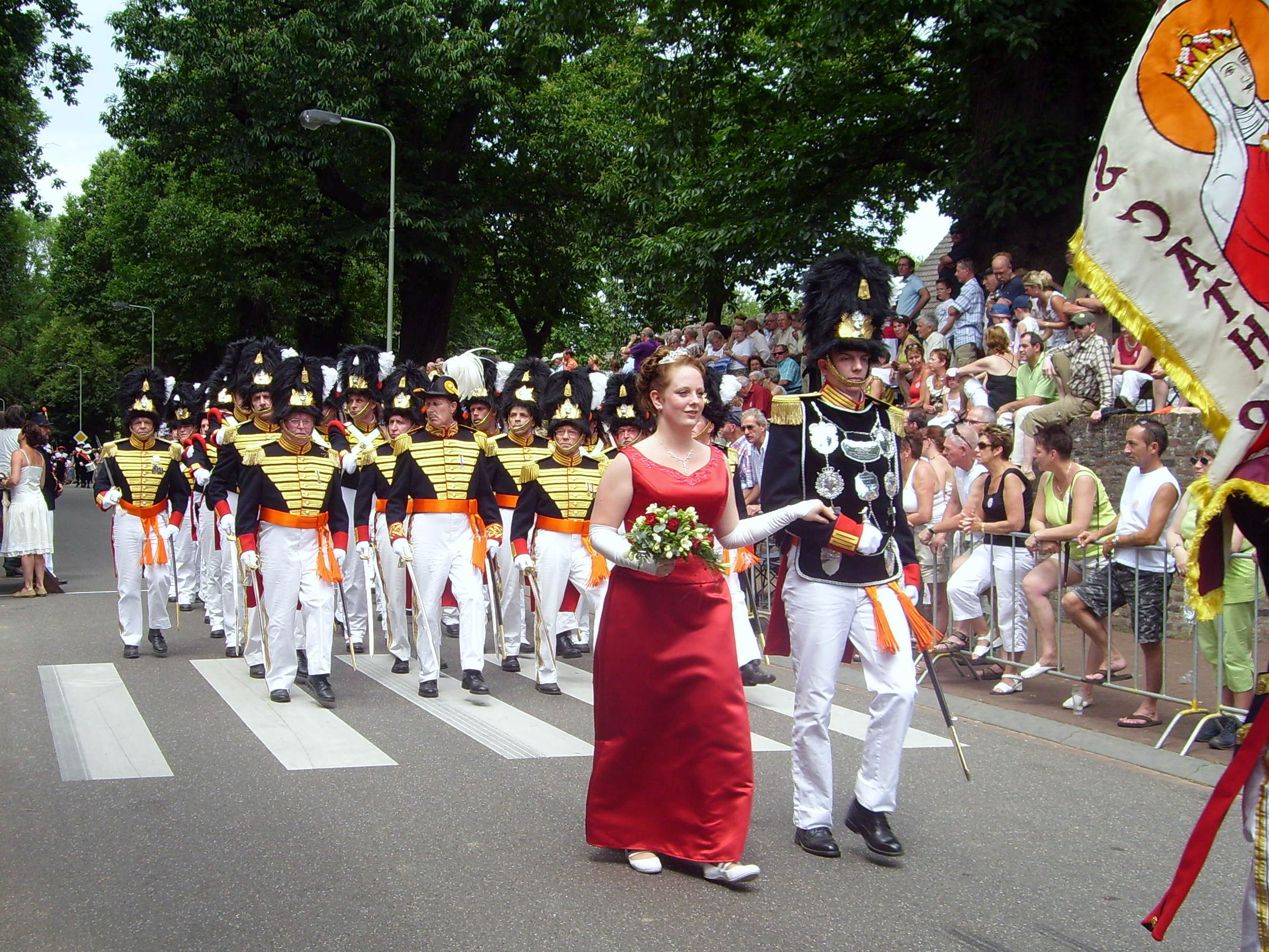
Schutterij Sint Urbanus uit Montfort tijdens het Federatiefeest 2007 in Mheer.

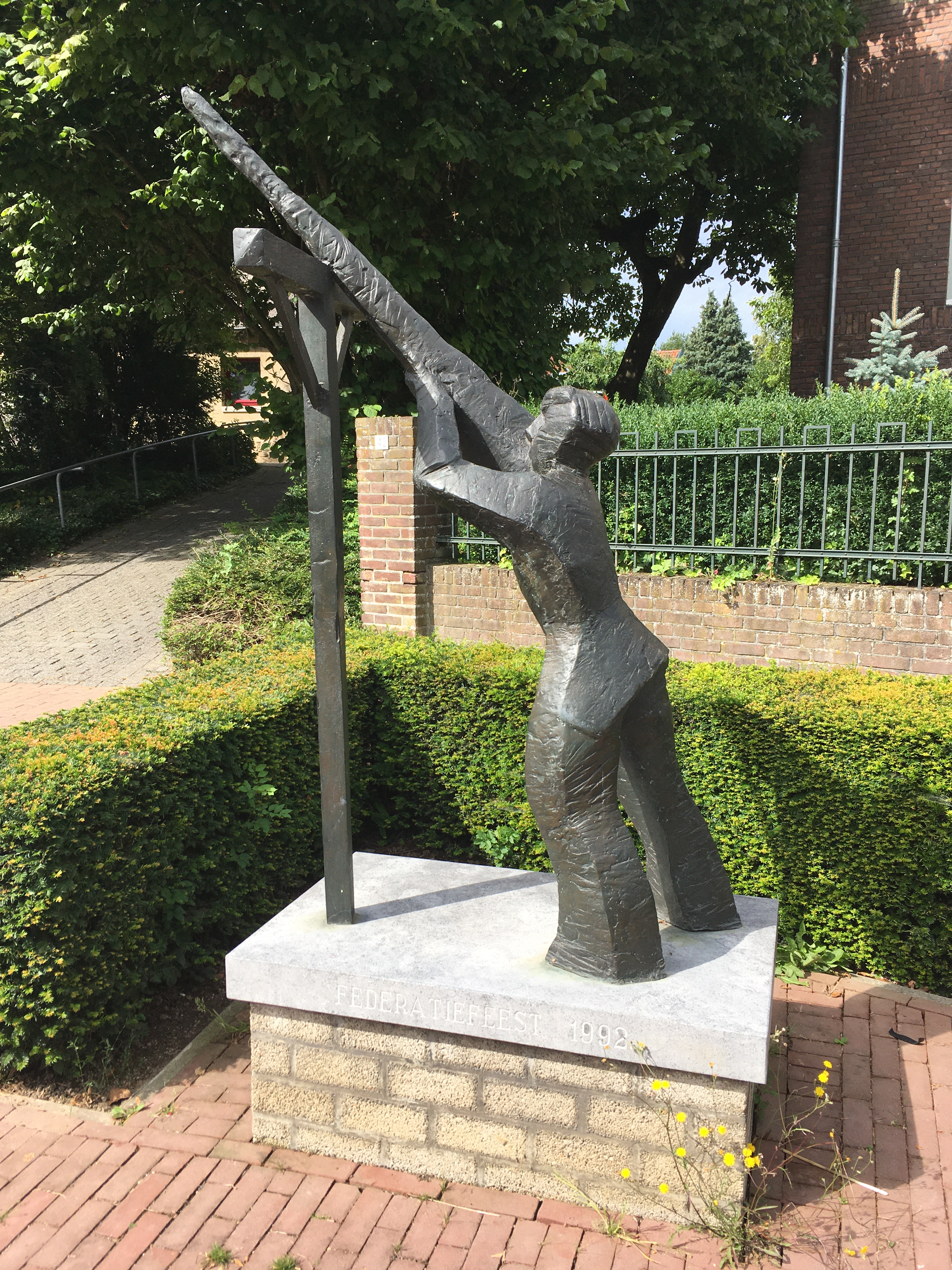
In Sint Geertruid werd na het ZLF in 1992 dit beeld van Peter Schuijren geplaatst.

Het Zuid-Limburgs Federatiefeest (ook ZLF of Federatiefeest) is een schuttersfeest dat jaarlijks wordt georganiseerd op de derde zondag van juli in Zuid- en Midden-Limburg op toerbeurt door een van de aangesloten schutterijen. De Zuid-Limburgse Schuttersfederatie bestaat uit de drie zuidelijke schuttersbonden van Nederlands Limburg: de bond Eendracht Born-Echt, bond Gerardus (Westelijke en Oostelijke Mijnstreek) en de R.K. Zuid-Limburgse Schuttersbond in het Heuvelland. Deze drie bonden maken tevens onderdeel uit van de Oud Limburgse Schuttersfederatie, die elk jaar het Oud Limburgs Schuttersfeest organiseert op de eerste zondag van juli. Het ZLF wordt daarom ook wel het kleine OLS genoemd.

## Geschiedenis

### Ontstaan
De Zuid-Limburgse Schuttersfederatie is opgericht na de Tweede Wereldoorlog als een alternatief voor het Oud Limburgs Schuttersfeest. Het OLS wordt georganiseerd door de winnaar van de schietwedstrijd op het vorige OLS. In de eerste 60 jaar sinds de oprichting in 1876 werd het OLS nooit gewonnen en dus ook niet georganiseerd door een schutterij uit Zuid-Limburg. Dit lag deels aan de geringe deelname (de verplaatsing was destijds te lang van Zuid- naar Noord-Limburg), maar ook aan de schietprestaties. In Zuid-Limburg lag (en ligt nu nog) de focus niet enkel op het schieten, maar ook op muziek en exercitie. De drie zuidelijkste bonden van de OLS-federatie sloegen na de oorlog de handen ineen en besloten een schuttersfeest te organiseren dat niet wordt georganiseerd door de winnaar, maar dat op toerbeurt wordt aangewezen. Bovendien wordt de winnaar bepaald door een combinatie van schiet- en optochtwedstrijden.

### Noodweer ZLF 1983

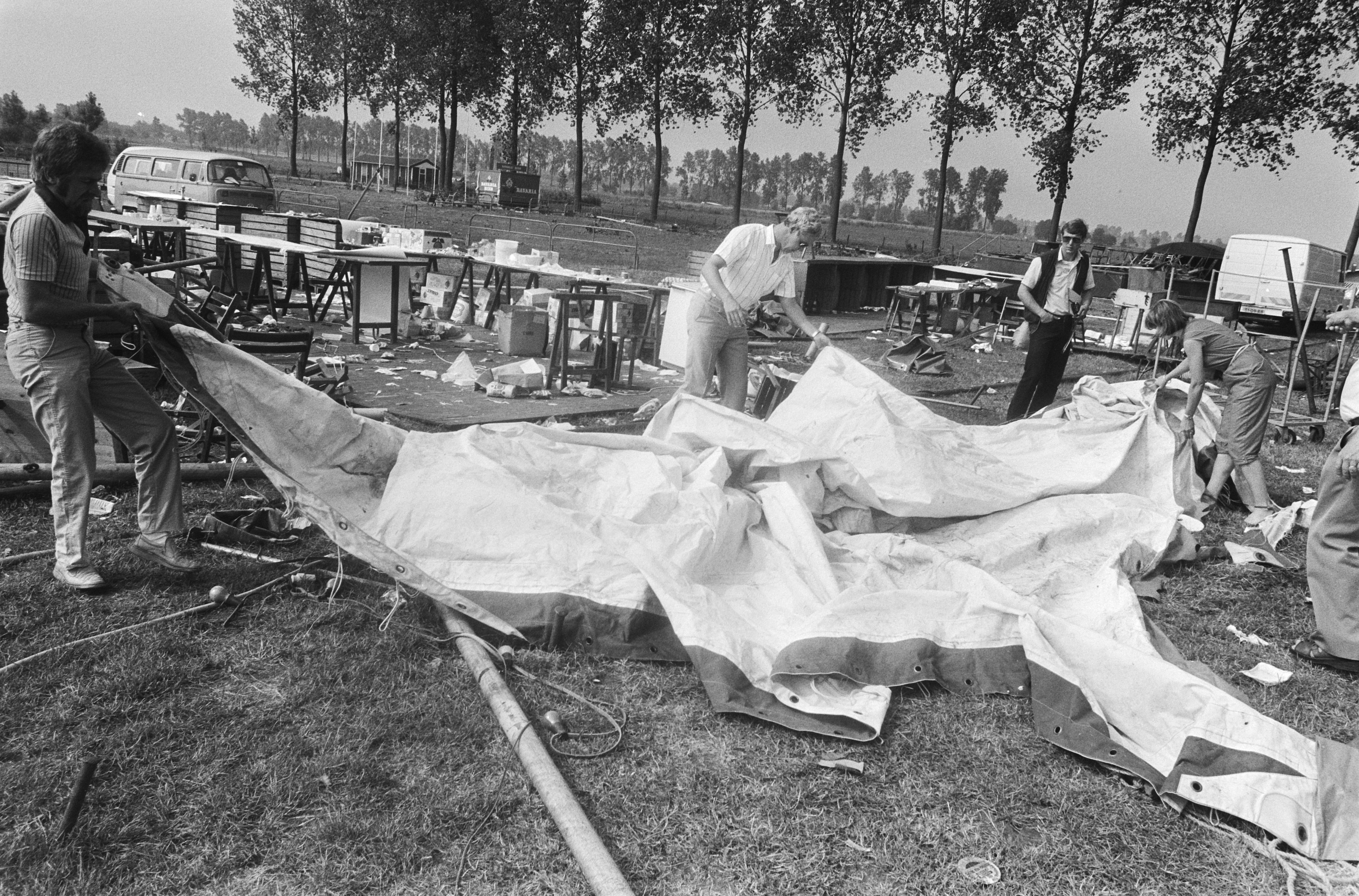
Weggewaaide feesttent in Montfort, 1983.

Op 17 juli 1983 werd het Zuid-Limburgs Federatiefeest in Montfort georganiseerd door schutterij Sint Urbanus. Door een windhoos en noodweer waaide het tentdoek van de feesttent weg, braken de schietbomen over en viel ook een hoogspanningsmast op het feestterrein. Twee personen kwamen om het leven: een persoon werd geëlektrocuteerd toen hij een onder hoogspanning staande schrikdraad vastpakte en een ander persoon overleed enkele dagen later aan zijn verwondingen. Verder raakten zo'n 60 personen gewond, van wie twintig ernstig. De ramp werd herdacht in 2008 bij de 25-jarige herdenking en in 2015 toen het ZLF wederom in Montfort plaatsvond.

### Noodweer ZLF 2004
Op 17 juli 2004, precies 21 jaar na de ramp in Montfort, werd ook het ZLF in Oost-Maarland getroffen door een noodweer. Op de zaterdagmiddag voor het schuttersfeest stortte de feesttent in door een valwind. Later die avond zou de Limburgse band Rowwen Hèze optreden. Het schuttersfeest werd verplaatst naar 5 september.

### Noodweer ZLF 2025
Weer 21 jaar later dreigde ook het ZLF 2025 in Ubachsberg getroffen te worden door noodweer. Na de optocht werd uit voorzorg het hele feestterrein ontruimd; bezoekers werden opgevangen in een nabijgelegen loods en in opvanglocaties elders in het dorp. Na een uur werd het feestterrein weer vrijgegeven en werden de wedstrijden hervat.

## Deelnemers
Anno 2025 zijn de volgende schutterijen aangesloten bij de drie schuttersbonden:
Bond Eendracht Born-Echt
- Sint Martinus, Born
- Sint Lambertus, Broeksittard
- Sint Joseph, Buchten
- Sint Stephanus, Dieteren
- Eendracht, Grevenbicht
- Heilig Kruis, Grevenbicht
- Wilhelmina, Hingen
- Sint Martinus, Holtum
- Sint Martinus, Linne
- Sint Urbanus, Montfort
- Sint Jan, Nieuwstadt
- Sint Willibrordus, Obbicht
- Sint Joris, Sint Joost
- Sint Antonius, Slek
- Sint Rochus, Stevensweert
- HH. Petrus en Paulus, Susteren

Bond Gerardus
- Sint Gertrudis, Amstenrade
- Sint Gregorius de Grote, Brunssum
- Sint Michael, Doenrade
- HH. Marcellinus en Petrus, Geleen
- Sint Sebastianus, Heerlen
- Sint Sebastianus, Heerlerheide
- Sint Sebastianus, Klimmen
- Sint Salvius, Limbricht
- Sint Remigius, Meerssen
- HH. Johannes en Clemens, Merkelbeek
- Sint Lambertus, Oirsbeek
- Sint Sebastianus, Puth
- Sint Hubertus, Schaesberg
- Sint Sebastiaan, Schimmert
- Sint Sebastianus, Schinnen
- Sint Rosa, Sittard
- Sint Laurentius, Spaubeek
- Sint Joseph, Stein
- Sint Joseph, Sweikhuizen
- Sint Martinus, Vaesrade

R.K. Zuid-Limburgse Schuttersbond
- Sint Paulus, Epen
- Sint Sebastianus, Eys
- Sint Martinus, Houthem-Sint Gerlach
- Sint Sebastianus, Margraten
- Sint Sebastianus, Mechelen
- Sint Sebastianus, Mheer
- Sint George, Simpelveld
- Sint Joseph, Sint Geertruid
- Sint Mauritius, Strucht
- Sint Paulus, Vaals
- Jonge en Oude Nobele, Valkenburg
- Sint Joseph, Vijlen
- Sint Sebastianus, Voerendaal
- Sint Maternus, Wijlre
- Sint Hubertus, Ubachsberg

## Organisatoren
Bij de oprichting van de Zuid-Limburgse Schuttersfederatie werd door loting een schema opgesteld van de organiserende verenigingen. Er werd naar gestreefd dat elk jaar een andere bond aan de beurt was. Gedurende de eerste cyclus van ruim 60 jaar waren er verschillende schutterijen opgeheven of uit een bond gestapt, maar ook waren er nieuwe schutterijen lid geworden van een van de drie bonden. Zij kregen een plek achteraan de cyclus. De eerste cyclus eindigde in 2011, waarna Buchten in 2012 de tweede cyclus opende.
Eerste cyclus
- 1949 -	Sint Joseph, Buchten
- 1950 -	Sint Joseph, Vijlen
- 1951 -	Sint Salvius, Limbricht
- 1952 -	Sint Sebastianus, Heerlen
- 1953 -	Sint Sebastianus, Schinnen
- 1954 -	Eendracht, Grevenbicht
- 1955 -	Sint Sebastianus, Voerendaal
- 1956 -	Sint Pancratius, Munstergeleen
- 1957 -	Sint Sebastianus, Eys
- 1958 -	Sint Martinus, Vaesrade
- 1959 -	Sint Gregorius, Illikhoven
- 1960 -	Sint Hubertus, Ubachsberg
- 1961 -	Sint Lambertus, Oirsbeek
- 1962 -	Sint Martinus, Holtum
- 1963 -	Sint Paulus, Epen
- 1964 -	Sint Gertrudis, Amstenrade
- 1965 -	Sint Paulus, Vaals
- 1966 -	Sint Sebastianus, Puth
- 1967 -	Sint Willibrordus, Obbicht
- 1968 -	Sint Sebastianus, Mechelen
- 1969 -	HH. Marcellinus en Petrus, Geleen
- 1970 -	Sint Hubertus, Nattenhoven
- 1971 -	Sint Sebastiaan, Schimmert
- 1972 -	Sint Jan, Nieuwstadt
- 1973 -	Sint Martinus, Houthem-Sint Gerlach
- 1974 -	Sint Martinus, Beek
- 1975 -	Sint Stephanus, Dieteren
- 1976 -	Sint Joseph, Stein
- 1977 -	Sint Lambertus, Broeksittard
- 1978 -	Sint Maternus, Wijlre
- 1979 -	Sint Martinus, Linne
- 1980 -	HH. Johannes en Clemens, Merkelbeek

- 1981 -	Sint Joseph, Koningsbosch
- 1982 -	Sint Sebastianus, Margraten
- 1983 -	Sint Urbanus, Montfort
- 1984 -	Sint Eligius en Juliana, Schinveld
- 1985 -	Sint Matthias, Posterholt
- 1986 -	Sint Mauritius, Strucht
- 1987 -	Sint Rochus, Stevensweert
- 1988 -	Sint Joseph, Sweikhuizen
- 1989 -	Koningin Wilhelmina, Nieuwenhagen
- 1990 -	Sint Antonius, Slek
- 1991 -	Sint Laurentius, Spaubeek
- 1992 -	Sint Joseph, Sint Geertruid
- 1993 -	Sint Hubertus, Schaesberg
- 1994 -	Wilhelmina, Hingen
- 1995 -	Sint Hubertus, Gulpen
- 1996 -	HH. Petrus en Paulus, Susteren
- 1997 -	Sint Sebastianus, Heerlerheide
- 1998 -	Jonge en Oude Nobele, Valkenburg
- 1999 -	Sint Nicolaas, Susteren
- 2000 -	Sint Sebastianus, Klimmen
- 2001 -	DD. Stadsschutterij, Maastricht
- 2002 -	Heilig Kruis, Grevenbicht
- 2003 -	Sint Gregorius de Grote, Brunssum
- 2004 -	Sint Sebastianus, Oost-Maarland
- 2005 -	Sint Martinus, Born
- 2006 -	Sint Michaël, Doenrade
- 2007 -	Sint Sebastianus, Mheer
- 2008 -	Sint Joris, Sint Joost
- 2009 -	Sint Remigius, Meerssen
- 2010 -	Sint Barbara, Meerssen
- 2011 -	Sint Andreas, Maasbracht

Tweede cyclus
- 2012 -	Sint Joseph, Buchten
- 2013 -	Sint Salvius, Limbricht
- 2014 -	Sint Joseph, Vijlen
- 2015 -	Sint Urbanus, Montfort
- 2016 -	Sint Martinus, Vaesrade
- 2017 -	Sint Sebastianus, Voerendaal
- 2018 -	Sint Jan, Nieuwstadt
- 2019 -	Sint Sebastianus, Puth

2020, 2021 en 2022 geen ZLF wegens Coronapandemie
- 2023 -	Sint Sebastianus, Schimmert
- 2024 -	Eendracht, Grevenbicht
- 2025 -	Sint Hubertus, Ubachsberg